# Orhan Çıkırıkçı
Orhan Çıkırıkçı (* 15. April 1967 in Kırklareli) ist ein ehemaliger türkischer Fußballspieler und -trainer. Durch seine langjährige Tätigkeit für Trabzonspor wird er insbesondere mit diesem in Verbindung gebracht. Von Fan- und Vereinsseite her wird er als einer der bedeutendsten Spieler der Klubgeschichte aufgefasst. Er gehörte zum Kader der Türkei während der Fußball-Europameisterschaft 1996.

## Spielerkarriere

### Verein
Çıkırıkçı begann mit dem Fußball auf der Straße und spielte anschließend in den Jugendmannschaften diverse Amateurklubs seiner Heimatstadt Kırklareli. Hier wurde er dann die Talentjäger des damaligen Zweitligisten Çorluspor auf ihn aufmerksam und verpflichteten ihn. Nach kurzer Eingewöhnungsphase erkämpfte er sich einen Stammplatz und spielte in der TFF 1. Lig.
Mit der Zeit fiel er hier den Talentjägern mehrerer Erstligisten auf. So wechselte Çıkırıkçı im Sommer 1989 zum Erstligisten Eskişehirspor. Trotz seines jungen Alters schaffte er auch hier den Sprung in die Stammformation und wurde zu einem der Shootingstars der Spielzeit. Da sein Verein zum Saisonende den Klassenerhalt verpasste, ließ man mehrere Spieler für eine gute Ablösesumme gehen.
Hier reagierte der Traditionsverein Trabzonspor und sicherte sich die Dienste Çıkırıkçıs. Auch bei seinem neuen Klub erkämpfte er sich auf Anhieb einen Stammplatz und wurde, obwohl er kein klassischer Torjäger ist, mit elf Saisontreffern nach Hamdi Aslan (22 Tore) der zweiterfolgreichste Torschütze seiner Mannschaft. Die nächste Saison (1990/91) festigte Orhan seine Stellung in der Mannschaft. Trabzonspor beendete die Saison auf dem dritten Tabellenplatz und qualifizierte sich so für die Teilnahme am UEFA-Pokal. In der darauffolgenden Saison traf man in der 2. Runde des UEFA-Pokals auf den französischen Vertreter Olympique Lyon. Trabzonspor wurden wenig Chancen am weiterkommen zugesprochen und Lyon als klarer Favorit gehandelt. Im Hinspiel am 22. Oktober 1991 besiegte Trabzonspor Lyon auswärts überraschend 3:4. Çıkırıkçı wurde einstimmig als einer der Matchwinner genannt. Durch seine Schnelligkeit und Dribbelstärke sorgte er auf der Position des Linksaussens bei Lyons Verteidigung für große Unruhe und Unsicherheit. Er bereitete ein Tor vor und schoss selber eins. Das Rückspiel am 6. November 1991 verlief für Trabzonspor sogar noch besser. Man besiegt im eigenen Stadion Lyon deutlich mit 4:1. Dieser Triumph und ebenso die beteiligten Spieler erhielten einen besonderen Platz in der Klubhistorie. Die nächste Runde im UEFA-Cup schied man währenddessen überraschend gegen Boldklubben 1903 aus. Die gleiche Saison beendete man die Süper Lig auf dem Vierten Platz und setzte sich im Finale des Türkischen Fußballpokal gegen Bursaspor durch. Dieser Erfolg war nach sieben Jahren der erste nationale Titelgewinn Trabzonspors.
In der Saison 1992/93 steigerte er seine Leistung ein weiteres Mal. Mit 14 Ligatoren war er mit Hami Mandıralı der erfolgreichste Schütze seines Teams und schaffte auch seine persönliche Bestmarkte. Die Saison beendete er mit seinem Verein auf dem Dritten Tabellenplatz. Die nächste Spielzeit verlief für Çıkırıkçı ähnlich erfolgreich. Mittlerweile hatte er sich auf seiner Position zu dem besten Spieler der Türkei entwickelt und bekleidete diese Position auch in der Nationalmannschaft. Seine Karriere nahm am 12. Oktober 1994 beim Qualifikationsspiel für die Fußball-EM 1996 gegen die Isländische Fußballnationalmannschaft an. Hier prallte er unglücklich mit dem isländischen Torhüter Birkir Kristinsson zusammen und brach sich dabei das Bein. Diese Verletzung heilte erst am Saisonende aus und so kam er lediglich am letzten Spieltag zu einem Kurzeinsatz.
Er erkämpfte sich zwar nach kurzer Zeit im Verein und in der Nationalmannschaft wieder seinen Stammplatz zurück, jedoch gelang es ihm nicht mehr seine alte Form wiederzuerlangen. Bis zum Winter 2000 war er nahezu durchgängig als Stammspieler aktiv. Nachdem in der Winterpause mit Sadi Tekelioğlu ein neuer Trainer eingestellt worden war, verlor Çıkırıkçı seinen Stammplatz und kam als Ergänzungsspieler zu sporadischen Einsätzen.
Die Saison 2001/02 verbrachte er als Leihgabe beim Zweitligisten und dem damaligen Zweitverein Trabzonspors, bei Akçaabat Sebatspor, und beendete im Anschluss seine Laufbahn als Profifußballer.

### Nationalmannschaft
Çıkırıkçı wurde im November 1989 zum ersten Mal in den Kader der Türkischen U-21-Nationalmannschaft berufen und machte am 14. November sein U-21-Länderspieldebüt gegen die U-21-Auswahl aus UdSSR.
Etwa zwei Jahre später gab er bei einem Freundschaftsspiel gegen die Bulgarische Nationalmannschaft sein Länderspieldebüt für die türkische Nationalmannschaft. Er erkämpfte sich hier schnell einen Stammplatz und war drei Jahre lang bis zu seiner Verletzung am 12. Oktober 1994 bei einem Qualifikationsspiel für die Fußball-EM 1996 gegen die Isländische Fußballnationalmannschaft unumstritten. Nachdem seine Verletzung auskuriert war, nahm er mit der Türkei an der Fußball-Europameisterschaft 1996 und absolvierte dabei ein Spiel. Unmittelbar nach dem Turnier kam er noch bei zwei Nominierung zu zwei Einsätzen und wurde anschließend nicht mehr berücksichtigt. Insgesamt spielte er 28 Mal für die Türkei und erzielte dabei zwei Treffer.

## Trainerkarriere
Nach Beendigung seiner Karriere entschied er sich für eine Trainerlaufbahn. Als erste Tätigkeit übernahm er beim südkoreanischen Verein Bucheon SK den Co-Trainerposten an der Seite von Tınaz Tırpan.
Im Dezember 2003 übernahm er bei Trabzonspor den Co-Trainerjob des neu eingestellten Trainers Turgay Semercioğlu. Nach dessen Rücktritt assistierte er über zwei Jahre lang allen Cheftrainern Trabzonspors. Im Oktober 2005 übernahm er nach dem Rücktritt Şenol Güneş’ interimsweise für ein Spiel den Posten des Cheftrainers. Nachdem der nachfolgende Trainer Vahid Halilhodžić seine eigenen Co-Trainer mitbrachte, trennte sich Çıkırıkçı von seinem Verein.
Im Februar arbeitete er mit Giray Bulak als dessen Co-Trainer bei Ankaraspor zusammen. Später arbeiteten beide noch bei Manisaspor und Konyaspor zusammen.
Zuletzt assistierte er von Februar 2012 bis zum Saisonende beim Zweitligisten Çaykur Rizespor erneut Giray Bulak und trennte sich nach dessen Rücktritt zum Sommer 2012 von diesem Verein. Zur Saison 2012/13 übernahm er beim neuen Zweitligisten 1461 Trabzon, der Zweitmannschaft Trabzonspors, den Posten des Jugendtrainers.

## Erfolge
- Mit Trabzonspor:
  - Türkischer Pokalsieger (2): 1992, 1995
  - Türkischer Supercup (1): 1995
  - Başbakanlık Kupası (2): 1994, 1996

- Türkische Nationalmannschaft:
  - Teilnahme an der Europameisterschaft 1996